# Alta Cerdanya

Lage der Comarca Alta Cerdanya im Département Pyrénées-Orientales

Die Alta Cerdanya (Obere Cerdanya) ist eine Comarca Nordkataloniens im Süden von Frankreich. Die Hauptstadt ist Mont-Louis (katal.  Montlluís).

## Geschichte
Die Alta Cerdanya und die anderen Comarques in Nordkatalonien wurden infolge des Pyrenäenfriedens von 1659 vom restlichen Katalonien abgetrennt und Frankreich zugesprochen. Lediglich die Stadt Llívia verblieb als Exklave bei Spanien.
Die katalanische Sprache ist bis heute lebendig und wird in Saillagouse (katal.: Sallagosa) in der L’escola Jordi Pere Cerdà auch als offizielle Unterrichtssprache verwendet.